# Teater Jaguar
Teater Jaguar bildades 1987 och finns sedan 1994 på Storgatan 3 i Vasastaden, Göteborg. 
Teater Jaguar spelar främst teater för barn och ungdomar. Teaterns vision är att göra meningsfull teater för unga med mottot att ta ungas tankar på allvar. 

## Medarbetare
Teater Jaguars består av Emil Klingvall, Louise Juliusson, Torben Sigelius Kulin och Daniel Nilsson. 
De senaste åren har Teater Jaguar arbetat med bland annat Ika Nord, David Tallroth, Lasse Beischer, Lena Fridell, Anders "Ankan" Johansson, Amelie Nörgaard, Marcus Stenberg, Sara Klingvall, Naemi Pebaque, Evalena Jönsson Lunde, Kerstin Olsen, Suz Åberg, Linda Bill, Nonno Nordqvist, Heidi Saikkonen, Anna Berg, Erik Radix, Ida Elisabet Liffner, Lisen Rylander Löve, Frida Sundström, Johan Carlberg, Vilde Moberg, Anders Tolegård och Viktoria Folkesson.

## Produktioner
- Macbeth 2024
- Flexapa 2023
- Träd, hopp och kärlek 2022
- Fruktlöst uppdrag 2021
- De vågade 2020
- Dr Jekyll och Mr Hyde 2019
- Kabaret Jaguar 2018
- Romeo och Julia 2017
- Det stora äventyret 2016
- Dödsängel 2015
- Hamlet 2015
- Lennarts listor 2013
- Meningen med allt 2012
- Odödliga 2011
- Farbrorn som inte vill va´stor 2010
- Kommer du ihåg? 2010
- Intakt 2009
- Förtrollningar 2008
- Där är du! 2008
- Snö och blyga samtalsämnen 2007
- De ohjälpligas historia 2005
- CTRL+ALT+DELETE 2004
- ABC 2004
- Ett mästerverk 2003
- Xistera  2002
- Vill inte se 2000
- Ärligt talat 1999
- Bortbytingen 1999
- Bombastic 1998
- Skräddarsydda historier 1997
- Nalle Puh 1996
- Herr Spagetti Stroganoff 1995
- Gastarna går igen1995
- Lådan 1994
- Historien om Harlekin dumhetens mästare 1993
- Femton nya gastar 1993
- Fridolf och pannkaksresan 1992
- Timpe Timpe Tö 1992
- Den hoppande musen 1991
- Hiskeliga äventyr 1991
- Medeas barn 1990
- Den lille prinsen av Danmark 1989
- Kungakronan 1988